# Rhinotragini
Los rinotraginos (Rhinotragini) son una tribu de coleópteros polífagos crisomeloideos de la familia Cerambycidae.

## Géneros
Tiene los siguientes géneros:
- Acatinga Santos-Silva, Martins & Clarke, 2010
- Acorethra Bates, 1873
- Acyphoderes Audinet-Serville, 1833
- Aechmutes Bates, 1867
- Agaone Pascoe, 1859
- Anomalotragus Clarke, 2010
- Antennommata Clarke, 2010
- Apostropha Bates, 1873
- Bromiades Thomson, 1864
- Carenoptomerus Tavakilian & Peñaherrera-Leiva, 2003
- Catorthontus Waterhouse, 1880
- Clepitoides Clarke, 2009
- Corallancyla Tippmann, 1960
- Crossomeles Champlain & Noguera, 1993
- Cylindrommata Tippmann, 1960
- Eclipta Bates, 1873
- Ecliptoides Tavakilian & Peñaherrera-Leiva, 2005
- Epimelitta Bates, 1870
- Erythroplatys White, 1855
- Grupiara Martins & Santos-Silva, 2010
- Ischasia Thomson, 1864
- Ischasioides Tavakilian & Peñaherrera-Leiva, 2003
- Isthmiade Thomson, 1864
- Laedorcari Santos-Silva, Clarke & Martins, 2011
- Lygrocharis Melzer, 1927
- Mimommata Peñaherrera-Leiva & Tavakilian, 2003
- Monneus Magno, 2001
- Neophygopoda Melzer, 1933
- Neoregostoma Monné & Giesbert, 1992
- Odontocera Audinet-Serville, 1833
- Ommata White, 1855
- Optomerus Giesbert, 1996
- Oregostoma Audinet-Serville, 1833
- Ornistomus Thomson, 1864
- Oxylymma Pascoe, 1859
- Pandrosos Bates, 1867
- Paraeclipta Clarke, 2011
- Parischasia Tavakilian & Peñaherrera-Leiva, 2005
- Pasiphyle Thomson, 1864
- Phespia Bates, 1873
- Phygopoda Thomson, 1864
- Phygopoides Peñaherrera-Leiva & Tavakilian, 2003
- Pseudacorethra Tavakilian & Peñaherrera-Leiva, 2007
- Pseudagaone Tippmann, 1960
- Pseudisthmiade Tavakilian & Peñaherrera-Leiva, 2005
- Pseudophygopoda Tavakilian & Peñaherrera-Leiva, 2007
- Rhinotragus Germar, 1824
- Rhopalessa Bates, 1873
- Sphecomorpha Newman, 1838
- Stenochariergus Giesbert & Hovore, 1989
- Stenopseustes Bates, 1873
- Stultutragus Clarke, 2010
- Sulcommata Peñaherrera-Leiva & Tavakilian, 2003
- Thouvenotiana Peñaherrera-Leiva & Tavakilian, 2003
- Tomopteropsis Peñaherrera-Leiva & Tavakilian, 2003
- Tomopterus Audinet-Serville, 1833
- Xenocrasis Bates, 1873
- Xenocrasoides Tavakilian & Peñaherrera-Leiva, 2003